# Tatort: Skalpell
Skalpell ist die zweite Luzerner und insgesamt 839. Folge aus der Fernsehreihe Tatort aus dem Jahr 2011, mit Hauptkommissar  Reto Flückiger. Es ist der vierte Fall, in dem dieser ermittelt. Zum ersten Mal ist Delia Mayer als Flückigers Assistentin Liz Ritschard zu sehen. Das Team um Reto Flückiger muss den Mord an einem Kinderchirurgen aufklären, wobei ein erschreckendes Familiendrama ans Tageslicht kommt.

## Handlung
Dr. Peter Lanther, ein Kinderchirurg, ist ärztlicher Leiter der Pilatusklinik, sein Stellvertreter ist der Kinderarzt Dr. Marco Salimbeni. Als beide an einem Solidaritätslauf für ein Kinderhilfswerk im Gütschwald von Luzern teilnehmen, wird während des Laufs mit einem Skalpell ein Anschlag auf Lanther verübt. Das Instrument steckt im Hals des Arztes und führt zu seinem Tod. Kommissar Reto Flückiger und sein Team übernehmen den Fall.
Erste Ermittlungen ergeben, dass Salimbeni und Lanther während ihres Laufs zur selben Zeit, nicht weit voneinander entfernt, eine Pinkelpause eingelegt haben. Auch dass Lanthers Ehefrau Imelda ein Verhältnis mit Salimbeni hatte, begründet das angespannte Verhältnis, das zwischen den Ärzten in letzter Zeit beobachtet werden konnte. Außerdem wird bekannt, dass Salimbeni Ambitionen auf Lanthers Chefarztposten hatte. Wie weitere Ermittlungen ergeben, war der als cholerisch geltende Klinikleiter bei seinen Mitarbeitern nicht sonderlich beliebt.
Nachdem sich herausstellt, dass Lanther Intersexuelle in ihrer frühen Kindheit operiert hat, um sie durch medizinische Eingriffe einem bestimmten Geschlecht zuzuordnen, wird der Täter auch im Umkreis der Familien intersexueller Kinder gesucht. Von Kritikern wurde Dr. Lanther vorgeworfen, dass die Geschlechtszuweisungen, die er meist bei zweijährigen Kindern vornahm, viel zu früh erfolgten, da den Kindern erst einmal die Gelegenheit hätte gegeben werden müssen, ihre sexuelle Identität zu finden. Den Kommissaren offenbart sich außerdem ein Drama in der Familie einer Polizei-Mitarbeiterin, was die Ermittlungen nicht leichter macht und Dr. Lanther in einem anderen Licht dastehen lässt.
Janine, die 14-jährige Schwester von Flückigers Kollegin Brigitte Bürki, beging Suizid, weil dem intersexuell geborenen Kind von Dr. Lanther im Kleinkindalter eine weibliche Identität aufgezwungen wurde, mit der sie sich nie arrangieren konnte. Janines Eltern wollen nicht darüber reden. Von der Rechtsmedizinerin Yvonne Veitli erfahren die Beamten, dass es nicht selten sei, dass Kinder, denen zu früh eine Identität zugewiesen werde, häufig an Depressionen leiden, weil sie das Gefühl haben, sich im falschen Körper zu befinden.
Im Zuge ihrer Ermittlungen stoßen die Ermittler auf immer mehr Kinder, die von Lanther viel zu früh operiert worden sind, wie zum Beispiel Claudio, der sich als Mädchen fühlt oder Alme, die einfach nur ein Junge sein möchte. Auch von Antonia Bucher erfahren sie, die sich aus Verzweiflung bereits vor drei Monaten das Leben nahm. Ihr Vater Urs und ihre Mutter Verena suchten die Schuld am Suizid ihrer Tochter bei Dr. Lanther. Urs Bucher, der den frühen Tod seiner Tochter nicht verwinden konnte, war es dann auch, der das todbringende Skalpell mittels einer Armbrust auf den Arzt abgeschossen hatte.

## Produktion und Hintergrund
Der Film wurde im Frühjahr 2011 in Luzern und Agglomeration gedreht.
In der 22-minütigen Dokumentation „Böses Mädchen gesucht - Beobachtungen beim Tatort-Casting“ der Reihe Reporter des Schweizer Fernsehens wird die Besetzungsfindung der Rolle eines intersexuellen Mädchens gezeigt.
Im zweiten Schweizer Tatort bekommt Reto Flückiger eine neue Kollegin. Liz Ritschard, gespielt von der Zürcher Sängerin und Schauspielerin Delia Mayer, die als Austauschpolizistin in Chicago war, stößt gleich in ihrem ersten gemeinsamen Fall mit Flückiger auf ein in der Gesellschaft stark tabuisiertes Thema, was die Aufklärung des Mordes an einem Kinderchirurgen nicht leichter macht. Delia Mayer tritt Sofia Milos Nachfolge an. Milos spielte die Rolle der Abigail Lanning und wurde als Fehlbesetzung bezeichnet.

## Rezeption

### Einschaltquoten
Die Erstausstrahlung von Skalpell wurde in Deutschland von insgesamt 7,01 Millionen Zuschauern gesehen und erreichte einen Marktanteil von 23,6 % für Das Erste; in der Gruppe der 14- bis 49-jährigen Zuschauer konnten 1,80 Millionen Zuschauer und ein Marktanteil von 15,0 % erreicht werden.

### Kritik
Jürgen Kaube von der Frankfurter Allgemeinen Zeitung war der Ansicht, dass die zweite Folge des neuen Schweizer Tatorts die erste „vergessen“ mache, da die zweite ‚Skalpell‘ „fast alles gut mache, was damals schiefging: schauspielerisch, erzählerisch, filmisch.“ Besonders hob Kaube die Leistungen der jungen Schauspieler Anna Schinz, Steffi Friis und Jessica Oswald hervor. Bemängelt wurde von ihm, „dass der Tathergang ein bisschen weit hergeholt“ sei.
Holger Gertz von der Süddeutschen Zeitung war der Ansicht, dass „nichts für diesen Tatort [spreche], stattdessen [aber] viel geredet [werde].“ Weiter heißt es in seiner Rezension: „Wenn nicht gesprochen wird, werden Köpfe zur Seite geneigt. Dauernd fasst jemand den Ermittlungsstand zusammen, und Flückiger (Stefan Gubser) lässt sich quälend lange beim Denken zusehen. Am Ende ist dann natürlich, Hopp Schwiiz, eine Armbrust der Schlüssel zur Klärung aller offenen Fragen, Wilhelm Tell lässt herzlich grüßen. So wird ein großes Thema auf dem Altar der Folklore geopfert.“
Christian Buß von Spiegel Online war der Ansicht, dass „der zuvor glücklose Kommissar Flückiger endlich zu Hochform [auflaufe] und der Schauspieler Stefan Gubser nach dem Fehlstart für seinen Reto Flückiger ein Gespür entwickelt [habe], das ihn auch in mit Thesen und Fachvokabular vollgepumpten Szenen glaubhaft wirken [lasse]. Er spiel[e] leise, verletzlich, angreifbar, manchmal sogar ein wenig krumm vor Sorge. Er hinterfrag[e] sich selbst. Manchmal wisper[e] er, als ob er Angst vor der eigenen Stimme [habe].“
Focus-Online-Autorin Julia Bähr stellte ihrer Rezension Simone de Beauvoirs Satz: Man wird nicht als Frau geboren, man wird dazu gemacht voran und führte aus, „man [könne] den Schweizer Tatort nur loben für seine souveräne Herangehensweise an das Thema Intersexualität. Auch die Ermittler [seien] nun auch überzeugend.“ […] „Die traumhafte Landschaft um Luzern [werde] hervorragend in Szene gesetzt. Nur ein bisschen mehr Spannung hätte nicht geschadet. Zu offensichtlich [sei] es, dass kein weiterer Mord geschehen [werde], weil das Hassobjekt bereits tot [sei].“
TV Spielfilm hielt den Daumen gestreckt, gab für Anspruch, Action und Spannung jeweils einen von drei Punkten und konnte auch dem zweiten Schweizer Tatort wenig Positives abgewinnen, was sich so las: „Leider raschelt im Dialog erneut viel Papier, die Dramaturgie holpert, und die unentwegt menschelnden Ermittler bleiben größtenteils blass. [Fazit:] Es beginnt im Wald und bleibt hölzern.“
Rainer Tittelbach von Tittelbach.tv konnte Stefan Gubser als Reto Flückiger im zweiten Tatort aus Luzern erneut nicht überzeugen. Er urteilte: „‚Skalpell‘ bleibt farblos auf der ganzen Linie. Die Szenen sind umständlich, die Kommunikation hakt, die Dramaturgie ist schwach. Interessant ist allein das Thema: die Operationen Transsexueller, in einem Alter, in dem die geschlechtliche Präferenz noch nicht festzustellen ist. Das Thema wird mit Mitleidsbonus präsentiert – sprich: ausgeschlachtet für ein bisschen Emotion. Und Flückiger gibt gönnerhaft den Gutmenschen. Erfüllt ‚Tatort‘-Qualitätsstandards nicht.“
Die Fernsehzeitschrift prisma hingegen war der Ansicht, dass der Film „schlüssig und oft bewegend inszeniert“ sei und hob Delia Mayers Leistung als Kripobeamtin hervor, die in ihrer Rolle „brillant“ sei. Das abschließende Urteil lautete: „Das Entgegenkommen an norddeutsche Hörgewohnheiten ist groß, und doch werden etliche Zuschauer ob des schweizerischen Tonfalls ihre Schwierigkeiten haben. Egal, das Zuschauen lohnt.“